# 常陈
常陈是中国古代星官名，属三垣之中的太微垣，意为“禁卫军”。常陈由七星组成，在现在通用的88星座中分别属于猎犬座和大熊座。

## 常陈七星
- 常陈一，猎犬座α，视星等2.90，是常陈星官最明亮的恒星。
- 常陈二，猎犬座10，视星等5.97
- 常陈三，猎犬座9，视星等6.37
- 常陈四，猎犬座β，视星等4.26
- 常陈五，猎犬座6，视星等 5.03
- 常陈六，猎犬座2，视星等 5.71
- 常陈七，大熊座67，视星等 5.24

## 常陈增六星
清钦天监1752年编成《仪象考成》星表，常陈增加了6颗肉眼可见的星。